# Kochab
Kochab (β UMi / β Ursae Minoris / Beta Ursae Minoris), è la seconda stella più luminosa della costellazione dell'Orsa Minore.
L'origine del nome non è del tutto certa; varie volte è stata associata con la parola in ebraico che significa stella, ma altri sostengono che derivi dall'arabo الكوكب (al-kawkab) che significa semplicemente "la stella". Il nome completo che gli antichi astronomi arabi davano alla stella era Al Kaukab al Shamaliyy, che significa la "stella del nord".

## Osservazione
Kochab si trova nella costellazione a 16 gradi da Polaris, ed assieme alla vicina Pherkad (γ UMi) sono facilmente visibili ad occhio nudo; entrambe sono state in coppia dal 1500 sino al 500 a.C. la stella che segnava il polo nord celeste, anche se nessuna stella è stata così vicina al polo nord celeste come lo è ora Polaris. A causa del moto di precessione degli equinozi, subito prima di Kochab la stella polare fu Thuban.
Data la sua declinazione, Kochab risulta visibile solo nell'emisfero boreale e in una stretta fascia dell'emisfero australe nei pressi dell'equatore, più a nord della latitudine 15° S, mentre nell'emisfero nord diventa circumpolare già alla latitudine 15° N.
La sua magnitudine pari a 2,07 le permette di essere facilmente individuata anche da centri urbani di dimensioni medie.

## Caratteristiche fisiche
Dalla parallasse misurata da Hipparcos si può dedurre la distanza della stella, pari a circa 131 anni luce da Terra.
Kochab è una gigante arancione di classe spettrale K4III e di magnitudine apparente 2,1; ha una massa stimata in 2,2 volte quella solare, la temperatura superficiale è di 4030 K e, con un raggio 42 volte quello del Sole, è 390 volte più luminosa della nostra stella. Kochab è classificata come stella variabile, sono state osservate oscillazioni della sua luminosità in un periodo di 4,6 giorni, sul database dell'AAVSO le sue fluttuazioni sono comprese tra le magnitudini 2,02 e 2,08.